# بيير أوبيرت
بيير أوبيرت (بالفرنسية: Pierre Aubert )‏ (و. 1927 – 2016 م) هو سياسي، وكاتب سيناريو سويسري، ولد في لا شو دو فون، كان عضوًا في الحزب الاشتراكي الديمقراطي السويسري، توفي عن عمر يناهز 89 عاماً.

## مناصب
تولى منصب عضو المجلس الفيدرالي السويسري (7 ديسمبر 1977–31 ديسمبر 1987)، وعضو مجلس الولايات السويسري (29 نوفمبر 1971–7 ديسمبر 1977).

## التعليم
تعلم في جامعة نيوشاتيل.

## جوائز
حصل على جوائز منها:
- وسام الصليب الأكبر لجوقة الشرف.

## روابط خارجية
- بيير أوبيرت على موقع مونزينجر (الألمانية)